# Franz Kohout
Franz Kohout (* 27. März 1953 in Niederaichbach) ist ein deutscher Politikwissenschaftler.

## Leben
Von 1959 bis 1965 besuchte er die Volksschule in Niederaichbach und von 1965 bis 1969 die Realschule in Dingolfing mit Abschluss der mittleren Reife. Von 1969 bis 1974 absolvierte er eine Ausbildung im gehobenen Dienst der Bayerischen Finanzverwaltung (Fachhochschule) mit dem Abschluss als Steuerinspektor. Von 1974 bis 1975 war er Steuerinspektor in München. Von 1975 bis 1976 leistete er einen freiwilligen Sozialdienst als Stadtviertelarbeiter in den USA ab. Von 1977 bis 1980 war er Steuerinspektor in Ebersberg und München. Von 1979 bis 1982 bereitete er sich auf das „Begabtenabitur“ in Bayern vor. Von 1979 bis 1984 studierte er Politikwissenschaft an der Hochschule für Politik München und schloss diese mit der Diplomprüfung zum Dipl.sc.pol. ab. Von 1982 bis 1988 studierte er dann noch Rechtswissenschaft an der Universität München, welches er mit dem Ersten Juristischen Staatsexamen abschloss. Von 1989 bis 1995 absolvierte er ein Promotionsstudium in den Fächern Politikwissenschaft, Jura und Volkswirtschaftslehre zum Dr. rer. pol. an der Universität München. Von 1988 bis 2001 war er wissenschaftlicher Mitarbeiter bzw. wissenschaftlicher Assistent am Geschwister-Scholl-Institut für Politikwissenschaft der Universität München. Von 1999 bis 2000 war er Gastprofessor und Forscher an der H. Nitze School of Advanced International Studies der Johns Hopkins University. Nach der Habilitation in Politikwissenschaft an der Sozialwissenschaftlichen Fakultät der Universität München am 20. Juni 2001 wurde er dort Privatdozent. Er lehrt als Professor für Politikwissenschaft unter besonderer Berücksichtigung der Innenpolitik und der Vergleichenden Regierungslehre an der Universität der Bundeswehr München.
Seine Forschungsschwerpunkte sind politische Systeme im Vergleich, politisches System der Bundesrepublik Deutschland und Politikfelder: Umweltpolitik, Verfassungspolitik und Verfassungsrecht, Internationale Politik.

## Schriften (Auswahl)
- Vorsorge als Prinzip der Umweltpolitik. Eine Analyse rechtlicher Instrumente der Umweltpolitik. München 1995, ISBN 3-910079-21-0.
- Vom Wert der Partizipation. Eine Analyse partizipativ angelegter Entscheidungsfindung in der Umweltpolitik. Münster 2002, ISBN 3-8258-6511-8.
- mit Andreas Vierecke und Bernd Mayerhofer: dtv-Atlas Politik. München 2010, ISBN 978-3-423-03027-4.
- Sepp Daxenberger. Eine grüne Biografie. München 2015, ISBN 978-3-86222-143-1.
- Austeilende Ungerechtigkeit: Wie die Wohlhabenden sich am Steuerstaat bereichern. Potsdam 2023, ISBN 978-3-93514-7521.